# Crinarnoldius maculatus
Crinarnoldius maculatus är en skalbaggsart som först beskrevs av Thomson 1860.  Crinarnoldius maculatus ingår i släktet Crinarnoldius och familjen långhorningar. Inga underarter finns listade i Catalogue of Life.